# Jablotschkino
Jablotschkino (russisch Яблочкино, deutsch Lokehnen) ist eine kleine Siedlung im Südwesten der russischen Oblast Kaliningrad (Gebiet Königsberg (Preußen)) und gehört zur Pogranitschnoje selskoje posselenije (Landgemeinde Pogranitschny (Hermsdorf)) im Rajon Bagrationowsk (Kreis Preußisch Eylau).

## Geographische Lage
Jablotschkino liegt nordwestlich von Pjatidoroschnoje (Bladiau) und südwestlich von Laduschkin (Ludwigsort) zwei Kilometer westlich der russischen Fernstraße A 194 (ehemalige deutsche Reichsstraße 1), die aus Polen kommend über Mamonowo (Heiligenbeil) nach Kaliningrad (Königsberg (Preußen)) führt. Die nächste Bahnstation ist Primorskoje Nowoje (Wolittnick) an der Bahnstrecke von Mamonowo nach Kaliningrad, die ehemals als Preußische Ostbahn von Berlin über Marienburg (heute polnisch: Malbork) nach Königsberg (Preußen) und weiter bis nach Eydtkuhnen (bis 1938 Eydtkau, heute russisch Tschernyschewskoje) verlief.

## Geschichte
Ein in der Gegend des ehemaligen Lokehnen gefundenes Hügelgrab aus der Jüngeren Bronzezeit weist auf eine frühe Besiedlung hin.
Erstmals wurde Lokehnen als Licuttyein im Jahre 1410 erwähnt. 1469 war Jorge Ebisch Eigentümer. Bereits im 16. Jahrhundert fiel Lokehnen an die Besitzer des Gutes Weßlienen (heute russisch: Kunzewo) und blieb dort bis zu dessen Zwangsversteigerung im Jahre 1832, als es der Landrat des Kreises Heiligenbeil, Rudolf von Auerswald, erwarb.
Nur acht Jahre später kaufte es Ernst von Glasow. Sein Nachfahre Leberecht von Glasow errichtete 1925 das neobarocke Gutshaus. Letzte Eigentümerin war bis 1945 seine Tochter Friederike von Glasow verheiratete Pohl.
Im Jahre 1910 zählte Lokehnen 104 Einwohner. Am 11. Juni 1874 bildete es zusammen mit drei Landgemeinden und sieben Gutsbezirken den Amtsbezirk Balga (russisch: Wessjoloje). Zum 30. September 1928 kam ein Teil von Lokehnen zur neugebildeten Landgemeinde Fedderau im Amtsbezirk Pohren (russisch: Rasdolnoje, später in Amtsbezirk Windkeim umbenannt), der anderen Teil wurde in die Landgemeinde Schönrade im Amtsbezirk Hermsdorf (Pogranitschny) eingegliedert. Die zweifache Amtsbezirkszugehörigkeit blieb bis 1945 bestehen. Lokehnen gehörte somit zum Landkreis Heiligenbeil im Regierungsbezirk Königsberg in der preußischen Provinz Ostpreußen.
Seit 1950 trägt Lokehnen den russischen Namen Jablotschkino und gehört zu Pogranitschny im Rajon Bagrationowsk in der Oblast Kaliningrad. Das ehemalige Gutshaus hat den Krieg überstanden und war bis 1982 ein Kinderheim. Das Dach wurde erneuert und schützt den ansehnlichen Zustand der Räumlichkeiten, obwohl diese lange leer standen. Nach einer grundlegenden Restaurierung soll das Gebäude ein Zentrum der Begegnung zwischen Russen und Deutschen werden.

## Kirche
Die vor 1945 überwiegend evangelische Bevölkerung gehörte zum Kirchspiel Hermsdorf (russisch: Pogranitschny) im Kirchenkreis Heiligenbeil (Mamonowo) in der Kirchenprovinz Ostpreußen der Kirche der Altpreußischen Union.
Hier heute lebende evangelische Kirchenglieder gehören zum Gebiet der evangelisch-lutherischen Propstei Kaliningrad, zu der die beiden nächstgelegenen Gemeinden Mamonowo (Heiligenbeil) bzw. Nowo-Moskowskoje (Poplitten) gehören und von Geistlichen der Auferstehungskirche in Kaliningrad (Königsberg) aus betreut werden.